# سی‌سی بل
سیسیلیا کارولینا بل (به انگلیسی: Cecelia Carolina Bell؛ زاده ۱۹۷۰) نویسنده آمریکایی کتاب کودکان است. او ابتدا در کالج ویلیام و مری تحصیل کرد و سپس در زمینه تصویرگری از دانشگاه ایالتی کنت فارغ‌التحصیل شد. او از سال ۱۹۹۰ نوشتن را آغاز کرد. سی‌سی در سن چهار سالگی در اثر بیماری شنوایی خود را از دست داد و کتاب معروفش با نام کر قهرمان الهام گرفته از داستان زندگی خود نویسنده می‌باشد. او به خاطر کتابش نشان نیوبری و جایزه آیزنر را دریافت کرد.
کتاب کر قهرمان در سال ۱۳۹۶ به فارسی برگردانده شد.